# 土佐矢筈山
土佐矢筈山（とさやはずやま）は、徳島県三好市と高知県香美市にまたがる剣山系西部に座する標高1,606.6mの山である。
祖谷山林道笹谷線の矢筈峠から1時間ほどで登れ、剣山地の名だたる山が望め、広大なササのスロープで高山の趣を感じられる山である。

## ギャラリー

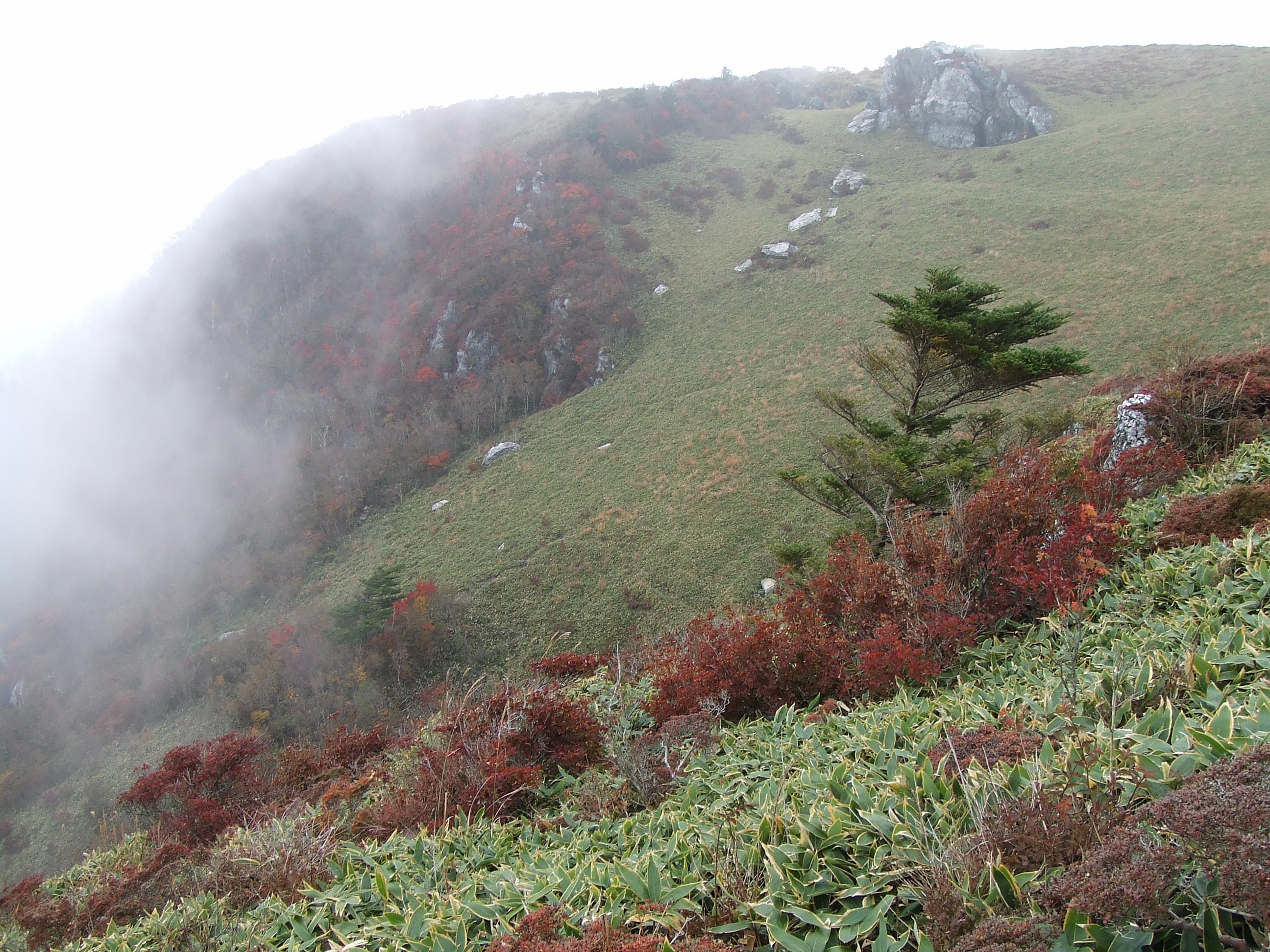
広大な山頂部
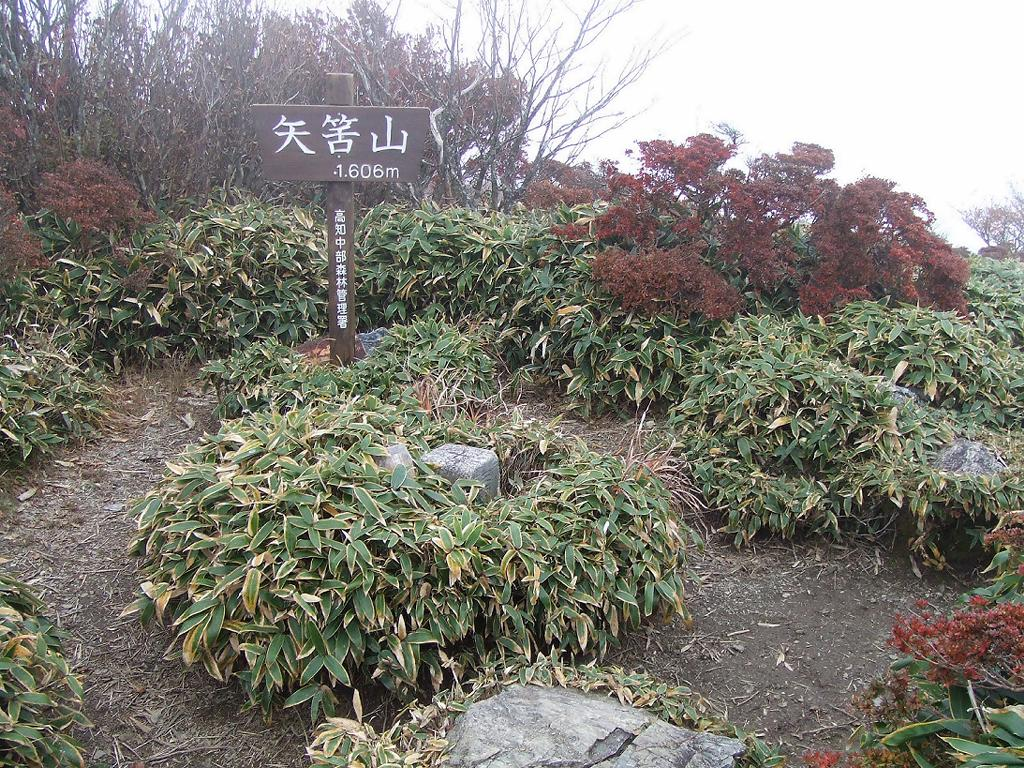
頂上